# Venne dal freddo
Venne dal freddo è una serie televisiva statunitense ideata da Adam Glass e distribuita su Netflix a partire dal 28 gennaio 2022.

## Trama
Jenny Franklin è una madre single statunitense solo in apparenza: in realtà è un'ex spia russa del KGB, omicida di obiettivi di alto livello e unica superstite di un esperimento di bioingegneria pensato per permettere agli agenti di assumere pro tempore le sembianze delle persone che riescono a toccare.
Quando durante una vacanza in Europa la CIA scopre la sua vera identità, le propone di non passare il resto della propria vita in un carcere di massima sicurezza se avesse aiutato i servizi segreti a smascherare un assassino col suo stesso vecchio modus operandi. Così la protagonista è costretta a rientrare in azione, dovendo inoltre gestire i difficili rapporti familiari con la propria figlia adolescente.